# Câlțești
Câlțești – wieś w Rumunii, w okręgu Buzău, w gminie Pietroasele. W 2011 roku liczyła 14 mieszkańców.